# Садова (станція метро)
59°55′36″ пн. ш. 30°19′06″ сх. д. / 59.92667° пн. ш. 30.31833° сх. д.
Садова (рос. Садовая) — станція Фрунзенско-Приморської лінії Петербурзького метрополітену, яка розташована між станціями «Звенигородська» і «Адміралтейська». Відкрита 30 грудня 1991 року.
До введення в експлуатацію дільниці «Достоєвська» — «Спаська» 7 березня 2009 входила до складу Правобережної лінії.
Станція відкрита 30 грудня 1991 при введенні в експлуатацію ділянки Правобережної лінії «Площа Олександра Невського - 2» — «Достоєвська» і службової з'єднувальної лінії «Достоєвська» — «Садова». Найменування отримала по Садовій вулиці, що перетинає Сінну площу, під якою розташований вестибюль станції. У проекті станція носила назву «Площа Миру-3».

## Технічна характеристика
Конструкція станції — односклепінна глибокого закладення (глибина закладення — 71 м). Вихід у місто здійснюється тристрічковим похилим ходом. S-подібний перехід до ескалаторного залу починається від північного торця станції. 

## Вестибюль та пересадки
Підземний вестибюль знаходиться в підземному переході під Сінною площею і з'єднується з нею чотирма виходами. У 2003 році підземні спуски були перекриті легкими одноповерховими торговими павільйонами. У 2009-2010 рр.. була проведена реконструкція для відновлення водонепроникності конструкції переходу і сходових спусків. 
Вихід у місто на Сінну площу, Садову вулицю, вулицю Єфімова, до Московського проспекту, пров. Бринько, Гривцова, Спаського пров., Сінного ринку.
Станція є частиною єдиного в місті тристанційного пересадного вузла на станції Сінна площа Московсько-Петроградської лінії та Спаська Правобережної лінії.

## Колійний розвиток
Оскільки станція «Садова» була кінцевою станцією Правобережної лінії у 1991-1997 рр., на перегоні «Садова» — «Спортивна» знаходиться з'їзд в оборотний тупик, що переходив у СЗГ з Московсько-Петроградською лінією .
Оскільки з 1991 по 2009 рр. Правобережна лінія тимчасово була об'єднана з Фрунзенсько-Приморською, на перегоні «Садова» - «Звенигородська» знаходиться двоколійна СЗГ до Правобережної лінії (станції «Достоєвська»), що раніше була діючим перегоном. 

## Оздоблення
Колійні стіни та підлога викладені червоним гранітом із вставками сірого граніту (Спочатку стіни над коліями збиралися оздобити в сірий граніт, але на складах сірого не було, зате вистачало червоного граніту). Фриз колійної стіни виконаний з білого мармуру, прикрашеного зверху анодованими під бронзу металевими вензелями. Освітлення здійснюється за допомогою світлових плафонів, складених з п'ятдесяти дугоподібних ліхтарів. У середині 90-х світильники позбулися матового скла, пізніше була демонтована частина освітлення, і лампи знаходяться тільки над краями платформи.
Навігація по станції здійснюється за допомогою нового інформаційного простору, що було впроваджено тут в 2010 році, у зв'язку з чим на платформі встановлені конструкції з лайтбоксами, що не підходять під загальний стиль станції. 

## Ресурси Інтернету
- «Садова» на metro.vpeterburge.ru(рос.)
- «Садова» на ometro.net(рос.)
- «Садова» на форумі SubwayTalks.ru(рос.)
- Санкт-Петербург. Петроград. Ленінград: Енциклопедичний довідник. «Садова»(рос.)